# Фонте Векија (Мачерата)
Фонте Векија (итал. Fonte Vecchia) насеље је у Италији у округу Мачерата, региону Марке.
Према процени из 2011. у насељу је живело 18 становника. Насеље се налази на надморској висини од 204 м.